# Quần xã chuyển tiếp

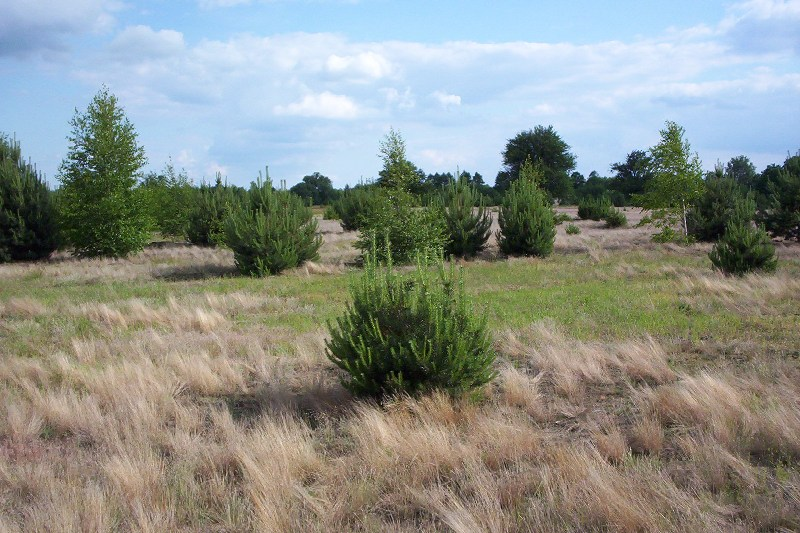
Một quần xã chuyển tiếp gồm cây bụi và cỏ trên một cánh đồng bỏ hoang.

Quần xã chuyển tiếp hay quần xã kết nối là một giai đoạn trung gian tìm thấy trong diễn thế sinh thái trong một hệ sinh thái đang tiến về phía quần xã cao đỉnh của nó. Trong nhiều trường hợp có nhiều hơn một giai đoạn chuyển tiếp tiến triển cho tới khi đạt được các điều kiện cao đỉnh. Chuyển tiếp nền tảng là tập hợp các chuyển tiếp hợp thành sự phát triển của một khu vực từ bề mặt không có thực vật che phủ đến quần xã cao đỉnh.
Quần xã chuyển tiếp là tên gọi đặt cho mỗi nhóm thực vật trong phạm vi diễn thế. Diễn thế sơ cấp mô tả các quần xã thực vật chiếm lĩnh một khu vực mà trước đó không có thực vật che phủ. Các quần xã này cũng có thể được mô tả như là quần xã tiên phong. Giả lập máy tính đôi khi được sử dụng để lượng giá các giai đoạn diễn thế có thể xảy ra trong một quần xã chuyển tiếp.
Phụ thuộc vào chất nền và khí hậu, một quần xã chuyển tiếp có thể là một trong các chuyển tiếp sau:
- Chuyển tiếp thủy: Quần xã trong nước.
- Chuyển tiếp đá: Quần xã trên đá.
- Chuyển tiếp cát: Quần xã trên cát.
- Chuyển tiếp khô hạn: Quần xã trong vùng khô hạn.
- Chuyển tiếp muối: Quần xã trong một vùng có muối mặn (như đầm lầy nước mặn).

## Ví dụ
Các quần xã chuyển tiếp trong diễn thế thứ cấp có thể thấy trong một khu rừng cây lá kim bị đốn hạ gần đây. Trong hai năm đầu tiên, cỏ, thạch nam và các loài cây thân thảo như liễu lan (Chamaenerion angustifolium) sẽ là phổ biến. Sau vài năm cây bụi sẽ bắt đầu xuất hiện; và khoảng 6 tới 8 năm sau khi phát quang thì khu vực có thể sẽ tràn ngập các cây bạch dương. Mỗi một giai đoạn này đều có thể được coi như là một quần xã chuyển tiếp.
Tại miền tây Bắc Mỹ, các quần xã thực vật chaparral (đồng cây bụi sồi thường xanh) nói chung được kiểm soát bởi các đám chá tự nhiên có chu kỳ. Tại phần phía nam của hệ thống dãy núi Bờ biển Thái Bình Dương (Pacific Coast Ranges) và ở miền nam California chaparral, toyon thông thường là đơn vị phân loại chi phối cục bộ trong các quần xã chuyển tiếp quá độ giữa các quần xã cây bụi ngải duyên hải.